# Чека
Чека или Чрезвичајнаја комисија (рус. Всероссийская чрезвычайная комиссия по борьбе с контрреволюцией и саботажем, ВЧК) била је главна тајна полиција у Совјетском Савезу. На српском језику пун назив је Сверуска комисија за борбу против контрареволуције и саботаже. Основана је 5. децембра 1917. године. Чеку је основао Владимир Лењин декретом из 1917. Седиште Чеке било је у Лубјанки. За првог шефа службе постављен је Феликс Дзержински. Била је главно оружје у борби против политичких противника Лењинове политике. Трансформирала се 1922. године, а касније су настале НКВД и КГБ.